# Peter Beardsley
Peter Andrew Beardsley MBE (* 18. ledna 1961, Hexham) je bývalý anglický fotbalista. Hrál jako útočník hlavně za Newcastle United FC a Liverpool. Reprezentoval Anglii na MS 1986 a 1990 a ME 1988.

## Hráčská kariéra
Beardsley vystřídal mnoho klubů: Carlisle United, Vancouver Whitecaps, Manchester United FC, Newcastle United FC, Liverpool, Everton, Bolton Wanderers FC, Manchester City FC, Fulham, Hartlepool United a Melbourne Knights. S Liverpoolem vyhrál 2× anglickou ligu.
Za Anglii hrál 59 zápasů a dal 9 gólů. Byl na MS 1986 a 1990 a ME 1988.

## Trenérská kariéra
Beardsley byl trenérem rezervy Newcastlu a krátce byl asistentem trenéra Anglie.

## Úspěchy
Liverpool
- Anglická liga: 1987–88, 1989–90
- FA Cup: 1988–89
- FA Charity Shield: 1988, 1989, 1990